# Dijalekti danskoga jezika
Dijalekti danskoga jezika, kao i sam danski, pripadaju istočnoskandinavskoj podskupini sjevernogermanskih jezika. Treba ih razlikovati od narječja, koja su inačice standardnoga danskoga uz fonološke i leksičke utjecaje dijalektalnih varijeteta na području Danske.
Dijalekti se tradicionalno dijele na tri područna govora:
1. Jutski (danski: jysk), na poluotoku Jutlandu
2. Otočki (ømål), na Sjællandu, Fynu i ostalim, manjim otocima istočno od Malog Belta
3. Istočni (østdansk), na otoku Bornholm te švedskim regijama Skåne, Halland i Blekinge.

Kod njih se nailazi na jedan, dva ili tri gramatička roda, a razlikuje se i položaj određenog člana, koji može biti postavljen ispred imenice ili sufiksalnom tvorbom nadodan na njezin kraj. Dijalekti se također razlikuju prema tome koriste li melodijski akcent, koji se pojavljuje u švedskom i norveškom te je sličan hrvatskom naglasku, ili stød, glas sličan glotalnome prekidniku, koji nastaje spajanjem glasnica.

## Popis i razredba
Cjeloviti popis danskih dijalekata te njihovih poddijalekata jest:
- Jutski (jysk):
  - Zapadnojutski (vestjysk):
    - Thybomål, u gradiću Thyborøn
    - Morsingmål, na otoku Mors
    - Sallingmål, na poluotoku Salling
    - Hardsysselsk, po staroj pokrajini Hardsyssel
    - Fjandbomål, po području Fjand u općini Holstebro
    - Sydvestjysk, jugozapadnojutlandski

  - Istočnojutski (østjysk):
    - Vendelbomål, po staroj pokrajini Vendsyssel na sjeveru Jyllanda
    - Hanherredmål, po području Han Hered na sjeveru Jyllanda
    - Læsøsk, na otoku Læsø
    - Himmerlandsk, na poluotoku Himmerland
    - Ommersysselsk, po području Ommersyssel
    - Djurslandsk, na poluotoku Djursland (s otocima Samsø i Anholt)
    - Midøstjysk
    - Sydøstjysk

  - Južnojutski (sønderjysk):
    - Vestsønderjysk, s otocima Mandø i Rømø
    - Østsønderjysk, s otokom Als
    - Mellemslesvigsk, južno od danske granice, u Njemačkoj)
    - Angelmål, južno od danske granice, u Njemačkoj
    - Fjoldemål, južno od danske granice, u Njemačkoj

- Otočki (ømål):
  - Amagermål, na otoku Amager
  - Sjællandsk:
    - Nordsjællandsk, na sjevernom dijelu otoka Sjælland
    - Nordvestsjællandsk, na sjeverozapadnom dijelu otoka Sjælland
    - Sydvestsjællandsk, na jugozapadnom dijelu otoka Sjælland
    - Østsjællandsk, na istočnom dijelu otoka Sjælland
    - Sydsjællandsk, na južnom dijelu otoka Sjælland

  - Fynsk:
    - Østfynsk, na istočnom dijelu otoka Fyn
    - Vestfynsk, na zapadnom dijelu otoka Fyn (nordvestfynsk i sydvestfynsk)
    - Sydfynsk, na južnom dijelu otoka Fyn
    - Langelandsk, na otoku Langeland
    - Tåsingsk, na otoku Tåsinge (s otokom Thurø)
    - Ærøsk, na otoku Ærø (s otocima Lyø, Avernakø, Strynø, Birkholm i Drejø)

  - Sydømål:
    - Østmønsk, na istočnom dijelu otoka Møn
    - Vestmønsk, na zapadnom dijelu otoka Møn
    - Nordfalstersk, na sjevernom dijelu otoka Falster
    - Sydfalstersk, na južnom dijelu otoka Falster
    - Lollandsk, na otoku Lolland

- Istočni (østdansk):[3][4]
  - Bornholmsk, na otoku Bornholm
  - Skonski (skånsk),[5] u švedskoj pokrajini Skåne, također smatran švedskim dijalektom zbog toga što se govori na teritoriju Švedske
  - Listermålet, u švedskoj pokrajini Blekinge (jak utjecaj švedskog jezika, naročito iza 1900.)
  - Hallandsk, u švedskoj pokrajini Halland (jak utjecaj švedskog jezika, naročito iza 1900.)

Ostali dijalekti uključuju:
- Gøtudanskt, danski jezik kojim se priča na Farskim otocima, naveliko pod utjecajem izgovora ferojskoga jezika
- Južnošlesviški danski (sydslesvigdansk), jezik kojim govore Danci u njemačkoj pokrajini Schleswig (Sydslesvig)